# Набережный (Староминский район)
Набережный — хутор в Староминском районе на севере Краснодарского края.
Входит в состав Куйбышевского сельского поселения.

## География
Находится в 9 км от станицы Канеловской.

## Население
| 2002 | 2010 |
| ---- | ---- |
| 21   | ↗22  |